# 841
Évszázadok: 8. század – 9. század – 10. század
Évtizedek: 790-es évek – 800-as évek – 810-es évek – 820-as évek – 830-as évek – 840-es évek – 850-es évek – 860-as évek – 870-es évek – 880-as évek – 890-es évek
Évek: 836 – 837 – 838 – 839 –  840 – 841 – 842 – 843 – 844 – 845 – 846

## Események

### Európa
- június 25. – A frank belháborúban Német Lajos és féltestvére, Kopasz Károly döntő győzelmet érnek el a fontenoy-i csatában bátyjuk, I. Lothár frank császár és unokaöccsük, II. Pippin ellen.[1] Állítólag 40 ezren esnek el az ütközetben, köztük Auvergne és Nantes grófjai is. Lothár a fővárosba, Aachenbe vonul vissza, majd a feladva a várost, a kincstárral tovább menekül és új sereget szervez.
- Kitör a szász parasztok Stellinga-felkelése a frank hűbérurak ellen.
- I. Lothár kiterjedt frieslandi birtokokat adományoz a dán Roriknak (a frankbarát Harald Klak király unokaöccsének).
- A vikingek felhajóznak a Szajnán, kifosztják Rouent és felégetik a jumièges-i apátságot.
- Norvég vikingek Írországban megalapítják Dyflint (Dublint).
- A Beneventói Hercegség belháborújában az I. Radelchis herceg által felbérelt szaracén zsoldoscsapat teljesen elpusztítja Capuát.

### Bizánci Birodalom
- A krétai szaracénok kifosztják az anatóliai Latrosz-hegyi kolostort, de a bizánci hadsereg Kónsztantinosz Kontomitész vezetésével rajtuk üt és súlyos vereséget mér rájuk.

## Születések
- Bernard Plantapilosa, Auvergne grófja és Aquitánia őrgrófja
- Boso, alsó-burgundiai király
- Auxerre-i Heiric, francia szerzetes, költő
- Auxerre-i Remigius, francia szerzetes, teológus

## Halálozások
- Hajdar ibn Kávúsz al-Afsín, perzsa hadvezér
- Langdarma, tibeti király

## Fordítás
- Ez a szócikk részben vagy egészben  a(z)   841 című angol Wikipédia-szócikk ezen változatának fordításán alapul.  Az eredeti cikk szerkesztőit annak laptörténete sorolja fel. Ez a jelzés csupán a megfogalmazás eredetét és a szerzői jogokat jelzi, nem szolgál a cikkben szereplő információk forrásmegjelöléseként.